# Petekari (vid Kukainen, Nystad)
Petekari är en ö i Finland. Den ligger i Bottenhavet och i kommunen Nystad i landskapet Egentliga Finland, i den sydvästra delen av landet. Ön ligger omkring 72 kilometer nordväst om Åbo och omkring 220 kilometer väster om Helsingfors.
Öns area är 2,8 hektar och dess största längd är 320 meter i öst-västlig riktning.